# Aller-Elbe-Radweg
De Aller-Elbe-Radweg (Aller-Elbefietsroute) is een langeafstandsfietsroute in Duitsland. De route verbindt het stroomgebied van de rivier de Aller met dat van de Elbe en verbindt zo de fietsroutes Aller-Radweg en Elberadweg. In Hohenwarthe komt de route bij de Elbe en kan de Elberadweg richting Hamburg gevolgd worden. De route loopt parallel mee met de Elberadweg tot de stad Magdeburg. De route is bewegwijzerd in twee richtingen. 

## Aansluitingen met andere routes
- In Seggerde kan worden aangesloten op de Aller-Radweg.
- In Hohenwarthe kan worden aangesloten op de Elberadweg.
- Tussen Hohenwarthe en Magdeburg loopt de route parallel met de Elberadweg.
- Op elk willekeurig punt kan gebruik worden gemaakt van het fietsroutenetwerk ter plaatse.